# 李希召
李希召（？—？），號太宇，河南開封府蘭陽縣人，明朝政治人物。

## 生平
隆慶元年（1567年）丁卯科河南鄉試第一名舉人，萬曆二十年（1592年）中式壬辰科三甲第一百三十二名進士。都察院觀政，十二月授山西稷山知縣，丁憂歸。二十三年補合水知縣，二十七年降山東運司知事，二十八年（1600年）升任北直隸東安縣知縣。三十二年升南行人司左司副，三十四年升南户部员外郎，三十五年官至南京戶部郎中。

## 家族
曾祖李愚，知州、奉直大夫；祖父李鉉，知州、奉訓大夫；父李仲芳，廪生。